# うつくしま大橋

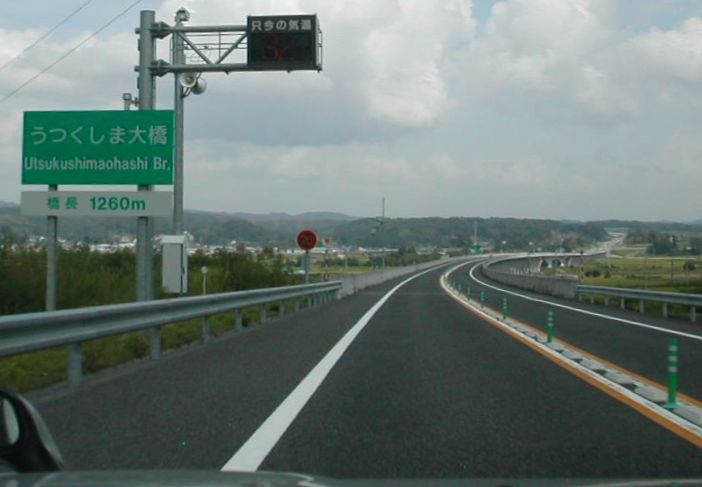
うつくしま大橋（矢吹側より撮影）

うつくしま大橋（うつくしまおおはし）は、福島県西白河郡矢吹町と石川郡玉川村の阿武隈川に架かる福島県道42号矢吹小野線あぶくま高原道路の道路橋である。

## 概要
- 全長：1262.0m
  - 主径間：87.2m
- 幅員：7.0（10.8）m
- 構造：8+7径間RC連続中空床版桁橋・PC単純中空床版桁橋・10+9径間RC連続中空床版桁橋・3径間PC連続箱桁橋・8径間RC連続中空床版桁橋×3+単純プレテン中空床版桁橋（計63径間）
- 竣工：2000年度

福島県道42号矢吹小野線あぶくま高原道路の矢吹中央インターチェンジ、矢吹料金所と玉川インターチェンジの間の有料道路区間にある橋梁であり、矢吹町道明新陣ケ岡線、矢吹町道谷中2号線、阿武隈川、JR水郡線及び周囲の水田地帯を跨ぐ。全長1262.0 mの橋梁であり、完成当時は福島県内最長、現在でも福島県が管理する橋梁の中では最長である（2004年に開通した常磐自動車道広野IC-常磐富岡IC間にある木戸川橋（全長1,392メートル、東日本高速道路管理）が県内すべての道路橋の中で最長である。）。
阿武隈川渡河部は3径間PC箱桁橋、その他の区間はRC連続中空床版橋の構造が用いられている。東岸部の町道明新陣ヶ岡線との交差部は1径間PC単純中空床版橋が、西岸部のJR水郡線跨線橋部分は1径間プレテン中空床版橋である。2000年に完成し、2001年3月17日に供用開始された。2017年11月より福島県によって配布が開始された「ふくしまの橋カード」のNo.4に選出され、道の駅たまかわで配布されている。総工費は37億6600万円。

## 隣の橋
- 阿武隈川

（上流） - 明神橋 - 川の目橋 - うつくしま大橋 - 玉城橋 - 成竜橋 - （下流）